# Duki
Duki – część wsi Marianka w Polsce, położona w województwie mazowieckim, w powiecie piaseczyńskim, w gminie Tarczyn.
Prywatna wieś duchowna położona była w drugiej połowie XVI wieku w powiecie tarczyńskim ziemi warszawskiej województwa mazowieckiego. W latach 1975–1998 miejscowość administracyjnie należała do województwa warszawskiego.